# Raela
Raela – wieś w Estonii, prowincji Rapla, w gminie Raikküla.